# 蚕業
蚕業（さんぎょう）とは蚕の繭から糸を紡ぎだす製糸業、蚕を飼育し繭を生産する養蚕業、蚕の品種改良を行い蚕種を生産する蚕種製造業、繭や蚕種紙の仲買業など蚕、繭を中心とした産業の総称を指す。
養蚕農家は蚕種製造業者から蚕種紙を購入し、指導を受けながら、蚕を飼育し繭を生産する。
養蚕農家によって生産された繭は仲買人等によって流通し、製糸業者に集められる。
製糸業者は繭を紡いで、生糸を生産する。
（さらに生糸からは絹布が製造される）
（絹布を利用して衣服が製造される）
戦前の日本の産業において最大の外貨獲得の手段は生糸および絹製品であり、蚕業は国策でもあり隆盛を極めた。しかし現在は国内では衰退し、高級な絹製品、特殊な製品に特化して辛うじて生き残っている状態である。
最近になり、蚕糸蛋白には人工血管などの生体材料としてきわめて適した性質があることが明らかになってきており、蚕糸は再び注目を浴びてきている。